# Pelecinidae
Pelecinidae este o familie de himenoptere, care include 3 genuri, dintre care doar Pelecinus se întâlnește și în prezent.

## Descriere
Femelele au corpul lucios, foarte alungit (până la 7 cm) și abdomenul este extrem de atenuat, utilizat pentru a depune ouăle direct în larvele scarabeuului îngropat în sol.

## Răspândire
Cele trei specii sunt răspândite în Lumea Nouă. Pelecinus polyturator se găsește în ambele Americi, Pelecinus thoracicus – Mexic și Pelecinus dichrous – America de Sud.

## Sistematică
Gen Pelecinus Latreille, 1800
- Pelecinus dichrous Perty, 1833
- Pelecinus polyturator (Drury, 1773)
- Pelecinus thoracicus Klug, 1841

Gen †Pelecinopteron Brues
- †Pelecinopteron tubuliforme Brues, 1933

Gen Allopelecinus
- Allopelecinus terpnus Zhang & Raznitsyn, 2006

Gen †Eopelecinus Zhang et al., 2002 
- †Eopelecinus mecometasomatus Zhang 2005[2]
- †Eopelecinus giganteus Zhang, 2005
- †Eopelecinus exquisitus Zhang & Rasnitsyn 2004
- †Eopelecinus fragilis Zhang & Rasnitsyn 2004
- †Eopelecinus laiyangicus Zhang, 2005
- †Eopelecinus leptaleus Zhang, 2005
- †Eopelecinus hodoiporus Zhang, 2005
- †Eopelecinus eucallus Zhang, 2005
- †Eopelecinus mesomicrus Zhang, 2005
- †Eopelecinus pusillus Zhang, 2005
- †Eopelecinus rudis Zhang & Rasnitsyn, 2004
- †Eopelecinus scorpioideus Zhang & Rasnitsyn, 2004
- †Eopelecinus shangyuanensis Haichun, Rasnitsyn & Junfeng, 2002
- †Eopelecinus similaris Haichun, Rasnitsyn & Junfeng, 2002
- †Eopelecinus vicinus Haichun, Rasnitsyn & Junfeng, 2002
- †Eopelecinus yuanjiawaensis Duan & Cheng, 2006

Gen †Iscopinus
- †Iscopinus baissicus Kozlov, 1974

Gen †Scorpiopelecinus
- †Scorpiopelecinus versatile Zhang et al., 2002

Gen †Sinopelecinus
Gen †Sinopelecinus delicatus Haichun, Rasnitsyn & Junfeng, 2002
- †Sinopelecinus epigaeus Haichun, Rasnitsyn & Junfeng, 2002
- †Sinopelecinus hierus Zhang & Rasnitsyn, 2006
- †Sinopelecinus magicus Haichun, Rasnitsyn & Junfeng, 2002
- †Sinopelecinus viriosus Haichun, Rasnitsyn & Junfeng, 2002